# Мъдина
Мъдѝна (на английски: Medina, звуков файл и буквени символи за произношение ) е град в окръг Кинг, щата Вашингтон, САЩ. Мъдина е с население от 3011 жители (2000) и обща площ от 12,4 km². Намира се на 21 m надморска височина. ЗИП кодът му е 98039, а телефонният му код е 425.